# Сен-Пер
Сен-Пер (фр. Saint-Pair) — коммуна во Франции, находится в регионе Нижняя Нормандия. Департамент коммуны — Кальвадос. Входит в состав кантона Троарн. Округ коммуны — Кан.
Код INSEE коммуны — 14640.

## Население
Население коммуны на 2010 год составляло 233 человека.
| 1962 | 1968 | 1975 | 1982 | 1990 | 1999 | 2010 |
| ---- | ---- | ---- | ---- | ---- | ---- | ---- |
| 113  | 86   | 129  | 148  | 156  | 200  | 233  |

## Экономика
В 2010 году среди 161 человека трудоспособного возраста (15—64 лет) 117 были экономически активными, 44 — неактивными (показатель активности — 72,7 %, в 1999 году было 68,3 %). Из 117 активных жителей работали 108 человек (60 мужчин и 48 женщин), безработных было 9 (5 мужчин и 4 женщины). Среди 44 неактивных 13 человек были учениками или студентами, 23 — пенсионерами, 8 были неактивными по другим причинам.